# Semi-Pro
Semi-Pro är en amerikansk långfilm från 2008 i regi av Kent Alterman, med Will Ferrell, Woody Harrelson, André Benjamin och Maura Tierney i rollerna.

## Rollista
| Will Ferrell       | – Jackie Moon         |
| Woody Harrelson    | – Monix               |
| André Benjamin     | – Clarence            |
| Maura Tierney      | – Lynn                |
| Andrew Daly        | – Dick Pepperfield    |
| Will Arnett        | – Lou Redwood         |
| Andy Richter       | – Bobby Dee           |
| David Koechner     | – Commissioner        |
| Rob Corddry        | – Kyle                |
| Matt Walsh         | – Father Pat the Ref  |
| Jackie Earle Haley | – Dukes               |
| DeRay Davis        | – Bee Bee Ellis       |
| Josh Braaten       | – Twiggy Munson       |
| Jay Phillips       | – Scootsie Double Day |
| Peter Cornell      | – Vakidis             |